# Viliami Hakalo
Pas d'image ? Cliquez ici

a Compétitions nationales et continentales officielles uniquement.

b Matchs officiels uniquement.
Dernière mise à jour le 19 août 2020.
Viliami Hakalo, né le 12 avril 1987 aux Tonga, est un joueur international tongien de rugby à XV qui évolue aux postes d'ailier, centre ou arrière.

## Biographie

### Carrière internationale
Viliami Hakalo a connu sa première sélection le 4 juin 2006 contre l'équipe du Japon à Fukuoka.

## Statistiques en équipe nationale
- 9 sélections depuis 2006
- 22 points (3 essais, 2 transformations, 1 pénalité)
- Sélections par années : 3 en 2006, 1 en 2010, 2 en 2013, 3 en 2016